# Gebardo, Senescal de Waldburg
Gebardo, Senescal de Waldburg (em alemão: Gebhard, Truchsess von Waldburg) (Heiligenberg, 10 de novembro de 1547 - Estrasburgo, 21 de maio de 1601) foi arcebispo-eleitor de Colônia. Foi eleito pelo capítulo catedralício de Colônia - após exercer algumas funções eclesiásticas em outras dioceses - numa acirrada votação contra Ernesto da Baviera. Depois de sua eleição, ele se apaixonou e se casou mais tarde com Agnes de Mansfeld-Eisleben, uma canonisa protestante da Abadia de Gerresheim. Sua conversão ao calvinismo e o anúncio da paridade religiosa no eleitorado desencadearam a Guerra de Colônia.